# Variabile dicotomica
Una variabile dicotomica o binaria è un caso particolare di variabile nominale, e più precisamente si tratta di una variabile nominale con due sole modalità.
Esempio di variabile dicotomica è il "sesso", che può assumere due soli valori: maschio e femmina.